# Leighton Lucas
Leighton Lucas, född 5 januari 1903 i London, död 1 november 1982 i London, var en brittisk kompositör och dirigent.

## Filmmusik i urval
- 1957 - The Yangtse Incident
- 1954 - The Dam Busters
- 1950 - Stage Fright